# Ole Lindgreen

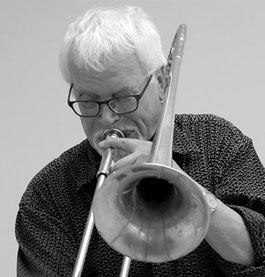
Ole „Fessor“ Lindgreen (2014)

Ole „Fessor“ Lindgreen (* 16. Mai 1938 in Kopenhagen) ist ein dänischer Jazzmusiker (Posaune).

## Leben und Wirken
Lindgreen lernte über den Radiosender Voice of America Jazzmusik kennen. Nachdem er sich eine Posaune gekauft hatte, spielte er ab 1956 in verschiedenen traditionellen Jazzbands. 1958 wurde er Mitglied der Bigband von Knud Rath. Nach dem Militärdienst tourte er mit dänischen Gruppen in Westdeutschland. Zwischen 1961 und 1966 war er Mitglied von Ricardo’s Jazzmen.
Nachdem er im Orchester von Basse Seidelin gespielt hatte, gründete Lindgreen 1968 seine eigene Fessor’s Big City Band. Die Band, in der im Laufe der Jahre zahlreiche hervorragende Musiker wie zunächst Finn Otto Hansen und Steen Vig Hansen mitgewirkt haben. Im Laufe der Jahre erweiterte und entwickelte sich der Stil seiner Big City Band und umfasste Mainstream, Swing, Blues und Funk. Die Formation hat unzählige Auftritte in Dänemark und in Europa absolviert, teilweise mit prominenten Gastsolisten, etwa mit Pianisten wie Champion Jack Dupree, Sammy Price und Jay McShann, Trompetern wie Wild Bill Davison, Doc Cheatham und Leroy Jones oder Saxophonisten wie Bud Freeman, Eddie Lockjaw Davis und Benny Waters. Er spielte auch mit Fessor’s Riverboat Stompers, Fessors Session Boys und Fessors Nighthawks. 2003 löste er seine Big City Band auf, um zunächst mit einem Trio weiterzuarbeiten, dann mit Fessor and His Jazz Kings. Mehrfach war er in New Orleans zu Gast, wo er von den dortigen Musikern lernte, mit ihnen spielte und Aufnahmen mit seinem Quartett Fessor's Funky New Orleanians machte.
Daneben ist Lindgreen auch in zahlreichen anderen Formationen aufgetreten, etwa mit Acker Bilk, Odense Banden oder Hot Jazz Syndicate. Weiterhin ist er auf Aufnahmen mit Basse Seidelin's New Orleans Stompers, den Copenhagen All Stars, Nulle & Verdensorkestret, Fredsbandet, Grand Danois, Jazzkapelmestrenes Jazzkapel, Musikensemblet, Ricardo's Orion Brass Band und Peter Banjo Meyer/The European Jazz Giants zu hören.
1995 wurde Lindgreen mit dem Ben-Webster-Ehrenpreis ausgezeichnet.

## Diskographische Hinweise
- Fessor’s Big City Band (Storyville 1972)
- Fessor’s Big City Band Featuring Spiegle Willcox: Tivoli (Live in Copenhagen) (Olufsen Records 1993)
- Fessor’s Funky New Orleanians with Wendell Brunious: Decatur Street Stomp (Storyville 1998, mit Bill Huntington, Ralph Johnson, Thaddeus Richard)
- Fessor’s Big City Band: Swing Sessions (Storyville 2002)
- Fessor’s Big City Band: Final Call (Storyville 2003)
- Fessor and the Great Ones (Storyville 2013, Kompilation)
- Glad to Be Here (Storyville 2021, mit Peter Marott, Chris Tanner, Jakob Dinesen, Marko Martinovic, Jens Sølund, Morten Ærø)[3]